# 筒石站
筒石站（日语：／ Tsutsuishi eki */?）是位於日本新潟縣糸魚川市的鐵路車站。車站位於頸城隧道內，目前由越後心動鐵道（朱鷺鐵）所使用及管理，是朱鷺鐵唯一的地底車站，也是過往北陸本線的唯一地底車站。
本站只停靠普通列車，又因為車站位處山腰、附近民居疏落，且遠離海岸線附近的集落（距離有1.6km），因此使用率頗低。然而由於車站的構造特殊，縱使乘客量稀少，JR西日本及朱鷺鐵皆有派人駐守，直至2019年3月起被降為無人站。

## 車站結構

### 站房
現時使用的站房為第二代，於1969年隨北陸本線複線化及電化時遷移至此。
第1代車站

位於現時大字筒石5區邊沿，靠近大字藤崎方向，為單層木製站房，原來的站房已經不再存在，而是變為日本農業協同組合（JA）「JA翡翠」的農業倉庫及工場，並在路旁設置由當地鐵道愛好組織所豎立的紀念石碑，正面寫上：
|  |  |  |

背面則記有：
|  |  |  |

石碑上的文字會定期補回顏色。至於石碑後的農業倉庫於2010年代初期已被拆卸，現時仍為一塊空地，旁邊的工場則仍然保留。至於原來的單線路軌及多條已棄用的舊隧道，則已改建為新潟縣道542號，是一條單車專用的道路，又稱「久比岐單車徑及步行徑」。
第2代車站
複線化工程把車站向東邊山區轉遷，位置改於大字仙納的邊沿，沿步行徑返回馬路則已回到大字筒石的範圍。站舍採用單層鐵板及鋼筋所搭建，站舍左側另設為單車停泊處。入口位於站房中央，進站後即為附有座椅的候車大堂和設有閘門的閘口，閘口前端附設有供參觀用入場劵的日期打印機，在站員配置時段，會有一名站員於閘口外檢查車票及控制閘門；左側為票務處及站務員室，外牆分別掛有開站紀念板及新站紀念板各1塊。右側為洗手間，出入口設於站外。

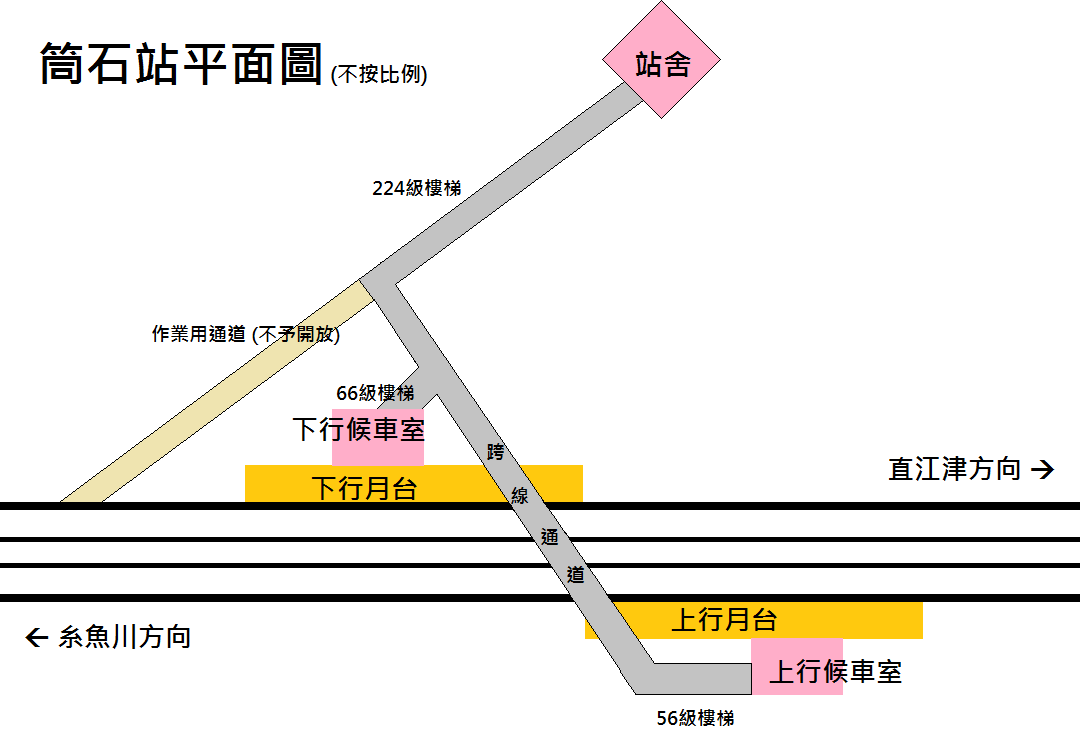
筒石站的平面圖。

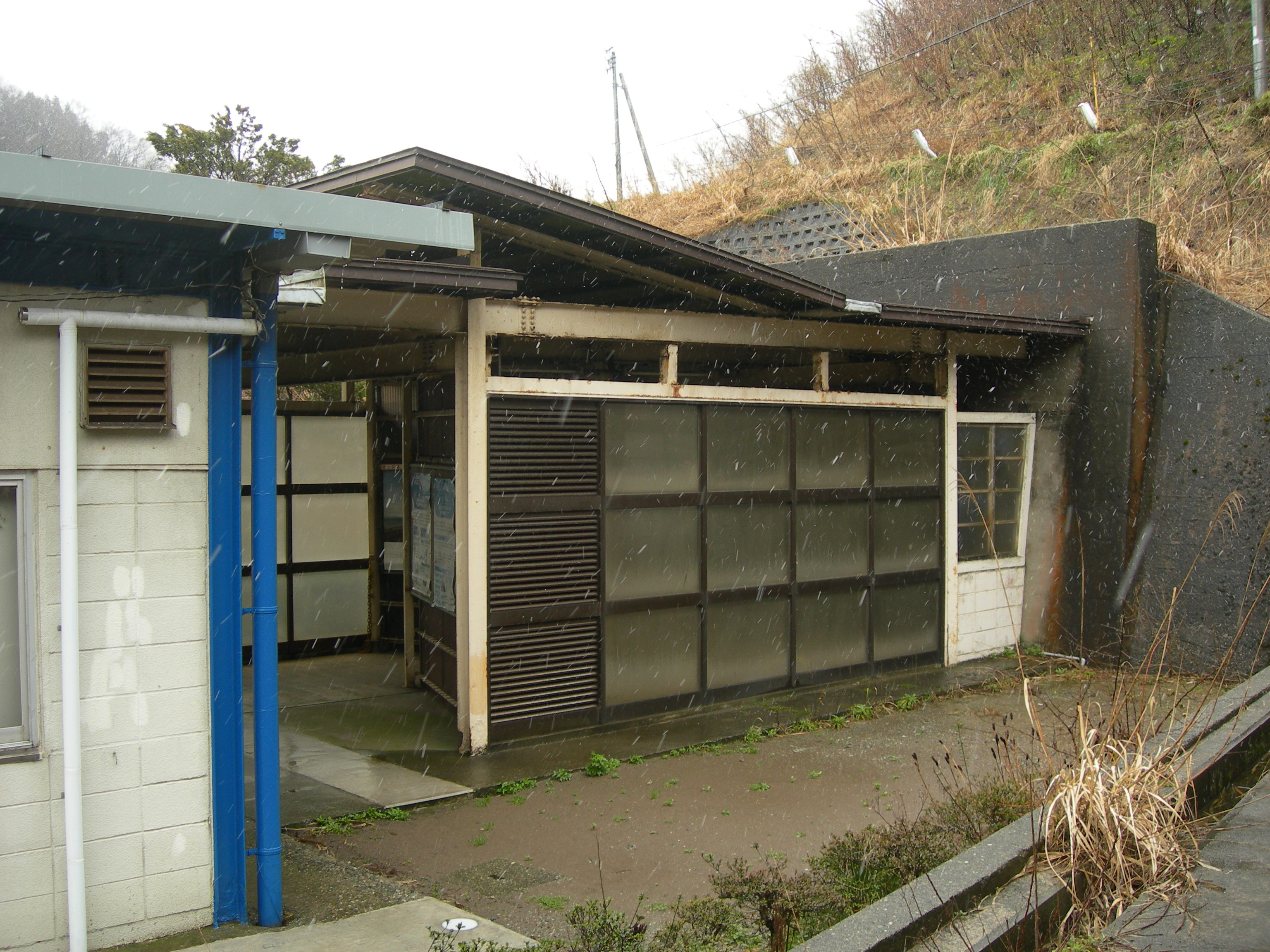
閘口與隧道口之間兩側的隔風圍板，中央為2塊斜放圍板。

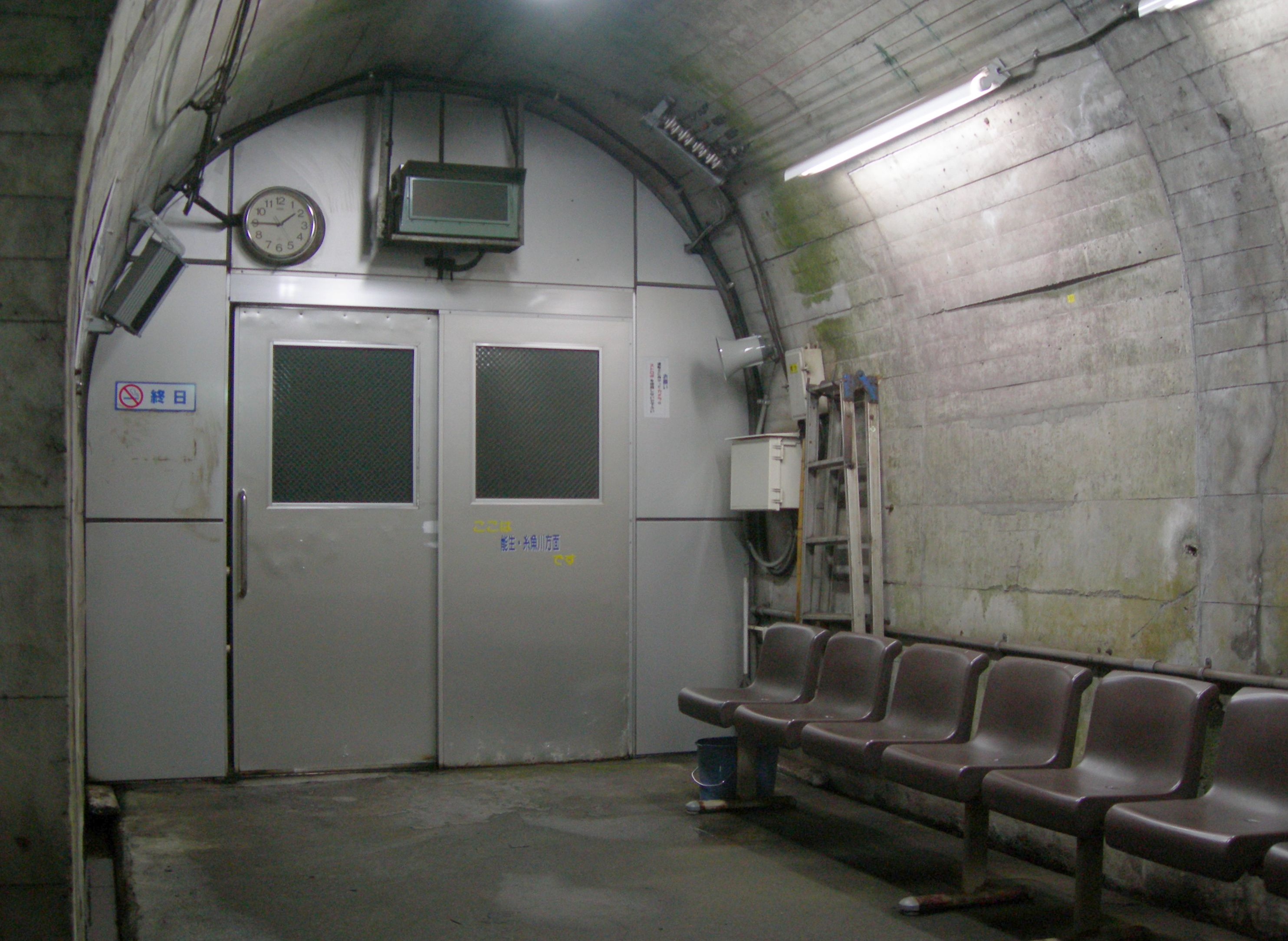
位於連絡通道盡頭的候車室及通往月台的金屬趟門。

### 月台配置
第1代車站
從過往JR西日本發售的紀念入場劵中，可看到第1代車站為列車可交換車站，設有側式月台2個。
第2代車站
設有不對稱式側式月台2個，提供2面2線的配置。月台設於頸城隧道內，由站舍通過閘口後，便到達進入地底範圍的步行隧道。閘口與隧道口間設置有2塊斜放的圍板，用以阻隔從隧道內湧出的強風，並且改變風向以免影響由閘口出入的人士。由隧道口至各月台間全為梯級，並沒有設置升降機及扶手電梯，雖然部份樓梯的兩側設有斜度，似乎有預留位置用作興建扶手電梯，但一直至現在也沒有打算興建。
經過224級樓梯後（樓梯級有標示級數），到達上、下行月台的分岔後，上行月台須經過跨線通道後，再沿樓梯前往。兩邊盡頭均為設有金屬趟門的候車室，內設有候車座椅，列車到達或通過時，會有信號提示。相比位於北北線，同樣屬隧道內建有月台的美佐島站，在閘門上安裝了自動上鎖裝置、及在月台上裝有感應器及警告信號廣播，筒石站的月台並沒有裝有上述的設備，換而言之，乘客是可以於任何時間自由出入月台及在月台上停留，因此吸引不少鐵路迷於月台上逗留，觀看不停站列車以高速通過月台，為免發生意外，月台上除了設有監控電視，部份月台中央位置加設了圍欄外，亦在月台上張貼警告提示，提醒在月台上逗留的乘客要注意人身安全，當列車通過時，應儘量企近牆邊或返回閘門後方，每當普通列車到達時，亦會有站員在月台上當值及監察。JR西日本時期，本站配置有多位站員，24小時輪流在車站範圍內當值。
各月台並沒有附有編號，站內指示牌全以上下行及目的地作標示之用。
| 月台 | 路線          | 方向 | 目的地                          |
| ---- | ------------- | ---- | ------------------------------- |
| 西側 | ■日本海翡翠線 | 下行 | 直江津、經■妙高躍馬線往新井方向 |
| 東側 | ■日本海翡翠線 | 上行 | 糸魚川、泊方向                  |

## 歷史
- 1912年12月16日：日本國有鐵道信越線的名立站～糸魚川站間延伸開業（一般站）。
- 1913年4月1日：改編入北陸本線。
- 1916年9月27日：因山泥傾瀉而暫停通車[8]。
- 1934年2月：筒石站西邊因山泥傾瀉而暫停通車[9]。
- 1963年3月16日：一列由敦賀開往直江津的普通列車，因在能生～筒石間的白山隧道北口附近發生山泥傾瀉，其中機頭及第1節車廂被塌下的砂泥推至脫軌，導到15名乘客受輕傷，約100-150名乘客一度被困。由於設站後附近錄得了超過20次的山泥傾瀉記錄，令後來推行北陸本線複線化及電化時不得不更改路線。
- 1969年10月1日：北陸本線複線化及電化，路段移入內陸車站改於本位置設置、地底化，同時貨物提取服務取消。
- 1986年2月1日：手提貨物提取服務取消。
- 1987年4月1日：國鐵分割民營化，成為西日本旅客鐵道（JR西日本）車站。
- 2015年3月14日：北陸新幹線開業，改交由越後心動鐵道接管。
- 2019年3月16日：因使用人數持續下跌，且為精簡人手，降為無人化[10]（只限特殊情況下才臨時安排站員駐守）。

## 利用人數
| 乗車人員推算 | 乗車人員推算 | 乗車人員推算 |
| 年度         | 1日平均人數  |              |
| ------------ | ------------ | ------------ |
| 2004         | 68           |              |
| 2005         | 67           |              |
| 2006         | 62           |              |
| 2007         | 57           |              |
| 2008         | 59           |              |
| 2009         | 60           |              |
| 2010         | 49           |              |
| 2011         | 46           |              |
| 2012         | 41           |              |
| 2013         | 39           |              |
| 2014         | 37           |              |
| 2015         | 29           |              |
| 2016         | 28           |              |
| 2017         | 23           |              |
| 2018         | 19           |              |
| 2019         | 15           |              |
| 2020         | 16           |              |
| 2021         | 17           |              |
| 2022         | 16           |              |
| 2023         | 11           |              |

## 相鄰車站
越後心動鐵道
■日本海翡翠線
■觀光列車「雪月花」
魚川－筒石－直江津
■普通
能生－筒石－名立

## 外部連結
- 越後心動鐵路 筒石站
- 2010年筒石站圖片集。 （页面存档备份，存于）（日語）